# N,N,N′,N′-Tetramethylformamidiniumchlorid
N,N,N′,N′-Tetramethylformamidiniumchlorid ist der einfachste Vertreter von quartären Formamidiniumkationen der allgemeinen Formel [R2N-CH=NR2]+ mit Chlorid als Gegenion, in dem alle Wasserstoffatome des protonierten Amidins Formamidin [HC(=NH2)NH2]+ durch Methylgruppen ersetzt sind.
Durch Deprotonierung entsteht das außerordentlich basische Carben Bis(dimethylamino)carben der Formel R2N-C:-NR2.

## Vorkommen und Darstellung
N,N,N′,N′-Tetramethylformamidiniumchlorid entsteht bei der Reaktion von Dimethylformamid (DMF) mit Dimethylcarbamoylchlorid in sehr hoher Ausbeute (95 %),
Eine mit 72 % wesentlich geringere, aber angesichts der diffizilen Handhabung des Chloridsalzes realistischere Ausbeute liefert die Umsetzung von DMF mit Thionylchlorid im Verhältnis 3:1.

## Eigenschaften
N,N,N′,N′-Tetramethylformamidiniumchlorid ist ein hellgelber, stark hygroskopischer Feststoff.
Zur Trocknung wird das Salz in Dichlormethan gelöst und die Lösung mit festem wasserfreiem Natriumsulfat versetzt. Nach mehrmaligem Auflösen in Dichlormethan/Aceton und Fällen mit Tetrahydrofuran wird ein farbloser Feststoff erhalten, der unter Luft- und Feuchtigkeitsabschluss beständig ist.
Die Vermutung eines mesomeren Gleichgewichts zwischen ionischer Formamidiniumchlorid- und kovalenter Bis(dimethylamino)chlormethan-Struktur
konnte durch Umsetzung mit Germanium(II)-chlorid bzw. Zinn(II)-chlorid zugunsten des Vorliegens von N,N,N′,N′-Tetramethylformamidiniumchlorid entschieden werden.
Die extreme Hygroskopie des Chloridsalzes erschweren die Handhabung der Verbindung erheblich. Daher wurden auch Synthesen der wesentlich besser handhabbaren Salze N,N,N′,N′-Tetramethylformamidinium-methylsulfat aus dem Dimethylformamid-Dimethylsulfat-Komplex und von N,N,N′,N′-Tetramethylformamidinium-p-toluolsulfonat aus DMF und p-Toluolsulfonsäurechlorid beschrieben.

## Anwendungen
N,N,N′,N′-Tetramethylformamidiniumchlorid eignet sich als Reagens zur Aminomethylenierung, d. h. zur Einführung einer =CH-NR1R2-Funktion an CH-acide Verbindungen. So reagiert Cyanessigsäureethylester mit dem Formamidiniumsalz in Gegenwart von festem Natriumhydroxid praktisch quantitativ zum Ethyl(dimethylaminomethylen)cyanacetat.
Die Aminomethylenierung liefert Zwischenprodukte für die Synthese von Heterocyclen, wie z. B. Indole, Pyrimidine, Pyridine und Chinolone.
Aus N,N,N′,N′-Tetramethylformamidiniumchlorid entsteht mit Alkalimetall-dimethylamiden, wie z. B. Lithiumdimethylamid oder Natriumdimethylamid Tris(dimethylamino)methan in Ausbeuten von 55–84 %.
Das Reaktionsprodukt eignet sich ebenfalls als Reagens zur Formylierung und Aminomethylenierung.
Aus N,N,N′,N′Tetramethylformamidiniumchlorid und Natriumethylat in Ethanol bildet sich in 68%iger Ausbeute Dimethylformamid-diethylacetal.
Mit wässrigem Natriumcyanid reagiert das N,N,N′,N′-Tetramethylformamidinium-salz zu Bis(dimethylamino)acetonitril>
Mit wasserfreier Blausäure entsteht aus N,N,N′,N′-Tetramethylformamidiniumchlorid in 92%iger Ausbeute Dimethylaminomalonsäuredinitril
N,N,N′,N′-Tetramethylformamidiniumchlorid kann mit cycloaliphatischen Aminen zu den entsprechenden heterocyclischen Formamidinen umgaminiert werden.
In jüngerer Zeit wurde auch der Einsatz von N,N,N′,N′-Tetramethylformamidiniumchlorid als Katalysator bei der Darstellung von Carbonsäurechloriden aus Carbonsäuren und Phosgen berichtet.
Starke Basen, wie z. B. Phenyllithium können aus dem Formamidinium-kation von N,N,N′,N′-Tetramethylformamidiniumchlorid ein Proton unter Bildung von Bis(dimethylamino)carben abstrahieren.